# انتفاضه نفق
درگیری‌های ۱۹۹۶ یا انتفاضه نفق (به‌عبری: מהומות מנהרת הכותל) به درگیری‌های سه‌روزه‌ای است که (۲۳ سپتامبر ۱۹۹۶ م) - (۲۶ سپتامبر ۱۹۹۶ م) بین فلسطینی‌ها و ارتش اسراییل در قدس روی داد و دامنه آن سرتاسر فلسطین را، دربر گرفت.
دلیل این درگیری‌ها تونلی در نزدیکی مسجدالاقصی بود که بنای مسجد را تهدید می‌کرد. پلیس فلسطین به دفاع از مردم فلسطین وارد عمل شد. بعد از کشته شدن حدود ۹۰ فلسطینی، با بسته شدن این تونل انتفاضه به پایان رسید.

## نام گذاری
نام این انتفاضه تحت نام‌های مختلفی آمده است. فلسطینی‌ها به این انتفاضةالنفق؛ انتفاضه به معنی خیزش و نفق به‌معنی تونل است و نام مشهورتر آن در میان عرب‌زبانان هبةالنفق به معنی لفظی هدیه‌ای از تونل گفته‌اند. نام این انتفاضه (به‌عبری: מהומות מנהרת הכותל) ترجمه کلمه به کلمه؛ شورش تونل دیوار است.

## دلایل شروع انتفاضه
زمانی که اسراییلی‌ها پروژه تونل را افتتاح کردند و تونل‌هایی کندند که ممکن بود بنای مسجدالاقصی را تهدید کند. اعتصاب عمومی در کرانه باختری رود اردن و نوار غزه اعلام شد. و اعتراضات گسترده‌ای در قدس، سرتاسر غزه و کرانه باختری رود اردن آغاز شد که ارتش اسرائیل اعتراضات را به شدت سرکوب کرد ارتش اسراییل ۵۰۰۰ سرباز را برای جلوگیری از وارد شدن فلسطینی‌ها برای وارد شدن به مسجدالاقصی مستقر کرد که درگیری‌های خشونت باری بین فلسطینی‌ها و ارتش اسراییل درگرفت.

## درگیری‌ها
پلیس فلسطین در کنار مردم فلسطین قرار گرفت. نیروهای اسراییلی سعی کردند که به شهر رام‌الله وارد شوند که نیروهای امنیت فلسطین جلوی آن‌ها را گرفت و درگیری‌های مسلحانه بین دوطرف روی داد که منجر به گشته شدن ۲ رزمجو فلسطینی و مجروح شدن ۴ سرباز اسرائیلی شد. اسرائیل با چرخ‌بال کبرا و استفاده از مسلسل سنگین شهر رام‌الله را به زیر آتش گرفتند که منجر به زخمی‌شدن ۲۵ فلسطینی شد و در مقابل سربازه القوه ۱۷ فلسطینی یک نقطهٔ نظامی در شهر نابلس در نزدیکی مقام النبی یوسف را محاصره کردند و سربازان القوه ۱۷ موفق به اسارت ۴۱ سرباز اسراییلی شد. بال‌گرد آپاچی شهر نابلس را زیر رگبار گرفت که ۱۱ شهروند فلسطینی کشته شد. و در غزه درگیری‌های سنگینی در نزدیکی شهرک کفار دارم شد و ۷ فلسطینی کشته شد. و گشتی‌های جنگی اسراییل بر سواحل غزه آتش گشود همچنین درگیری در مناطق قلقیله، طولکوم، الخلیل، جنین، اریحا، بیت‌لحم، چند روستا و بخش‌های فلسطین آغاز شد. و در درگیرها بین نیروهای الأمن الوطنی و الأمن الوقائی فلسطین ضد نیروهای اسرائیل در غزه نزدیکی مستوطنة نتساریم اتفاق افتاد که به گزارش مقامات اسرائیل ۱۴ سرباز اسرائیلی کشته و ۴۰ نفر دیگر زخمی‌شد.از فلسطینی‌ها نیز ۲۳ نفر از نیروی امنیت فلسطین کشته شد نیروهای امنیت فلسطین بر موضع اسراییل چند ساعت تسلط داشتند.

## نتیجه انتفاضه
نتیجه این انتفاضه کشته‌شدن ۶۹  و مجروح شدن ۱۶۲۷ نفر فلسطینی و گشته شدن ۳۵ و زخمی‌شدن ۸۴۲ نفر اسرائیلی بود.